# Sítiny (Svatý Jiří)
Sítiny è una frazione di Svatý Jiří, comune ceco del distretto di Ústí nad Orlicí, nella regione di Pardubice.

## Geografia fisica
Nel villaggio sono state registrate 8 abitazioni. I comuni limitrofi sono Svatý Jiří, Zálší, Vračovice e Orlov ad ovest, Oucmanice, Loučky, Orlík, Brandýs nad Orlicí, Zářecká Lhota, Březenice e Perná a nord, Jehnědí, Sudislav nad Orlicí e Džbánov ad est e Voděrady, Chotěšiny, Borová, Dolní Sloupnice e České Heřmanice a sud.

## Storia
Il villaggio è stato fondato negli ultimi anni del XVIII secolo. Il suo nome deriva dal giunco che cresceva nei boschi limitrofi.